# Нижњеингашки рејон
Нижњеингашки рејон (рус. Нижнеинга́шский райо́н) је општински рејон у источном делу Краснојарске Покрајине, Руске Федерације.
Административни центар рејона је насеље Нижњи Ингаш (рус. Нижний Ингаш), који се налази на удаљености од 310 км од Краснојарска, на железнижној линији од Краснојарска ка Тајшету.
Рејон је основан 4. априла 1924. године. Састоји се од 16 насељених места.
Суседни територије рејона су:
- север: Абански рејон;
- исток: Иркутска област;
- југ и запад: Илански рејон;

Укупна површина рејона је 6.143 km².
Укупан број становника рејона је 31.467 (2014).